# UFC Fight Night: Manuwa vs. Anderson
UFC Fight Night: Manuwa vs. Anderson è stato un evento di arti marziali miste tenuto dalla Ultimate Fighting Championship il 18 marzo 2017 all'O2 Arena di Londra, Regno Unito.

## Retroscena
Nel corso delle operazioni del peso Ian Entwistle ha fatto registrare 139 libbre, di poco superiore al limite dei 136 dei gallo. Per via di tale incidente il lottatore ha visto sottratto il 20% della sua borsa e per il match è stato così fissato un catchweight. Tuttavia la sua sfida contro Brett Johns è stata annullata il giorno dell'evento a causa di alcuni problemi di salute da parte di Entwistle.
Alcune ore prima dell'evento il lottatore locale Tom Breese è stato dichiarato impossibilitato a combattere ed il suo match contro Oluwale Bamgbose è stato pertanto cancellato.

## Risultati
|                                   | Divisione             |                   |                 |                    | Metodo                                      | Round           | Tempo           | Premio          |
| Card Principale                   | Card Principale       | Card Principale   | Card Principale | Card Principale    | Card Principale                             | Card Principale | Card Principale | Card Principale |
| --------------------------------- | --------------------- | ----------------- | --------------- | ------------------ | ------------------------------------------- | --------------- | --------------- | --------------- |
|                                   | Pesi mediomassimi     | Jimi Manuwa       | batte           | Corey Anderson     | KO (pugno)                                  | 1               | 3:05            | POTN            |
|                                   | Pesi welter           | Gunnar Nelson     | batte           | Alan Jouban        | Sottomissione (ghigliottina)                | 2               | 0:46            | POTN            |
|                                   | Catchweight (63,5 kg) | Marlon Vera       | batte           | Brad Pickett       | KO tecnico (calcio alla testa e pugni)      | 3               | 3:50            | POTN            |
|                                   | Pesi piuma            | Arnold Allen      | batte           | Makwan Amirkhani   | Decisione non unanime (28-29, 30-27, 30-27) | 3               | 5:00            |                 |
| Card Preliminare (UFC Fight Pass) |                       |                   |                 |                    |                                             |                 |                 |                 |
|                                   | Pesi leggeri          | Joseph Duffy      | batte           | Reza Madadi        | Decisione unanime (30-27, 30-27, 30-27)     | 3               | 5:00            |                 |
|                                   | Pesi mediomassimi     | Francimar Barroso | batte           | Darren Stewart     | Decisione unanime (29-28, 29-28, 29-28)     | 3               | 5:00            |                 |
|                                   | Pesi massimi          | Timothy Johnson   | batte           | Daniel Omielańczuk | Decisione non unanime (28-29, 30-27, 29-28) | 3               | 5:00            |                 |
|                                   | Pesi welter           | Leon Edwards      | batte           | Vicente Luque      | Decisione unanime (29-28, 29-28, 29-28)     | 3               | 5:00            |                 |
|                                   | Pesi leggeri          | Marc Diakiese     | batte           | Teemu Packalén     | KO (pugno)                                  | 1               | 0:30            | POTN            |
|                                   | Pesi medi             | Brad Scott        | batte           | Scott Askham       | Decisione non unanime (28-29, 29-28, 29-28) | 3               | 5:00            |                 |
|                                   | Pesi gallo (F)        | Lina Länsberg     | batte           | Lucie Pudilová     | Decisione unanime (29-28, 29-28, 29-28)     | 3               | 5:00            |                 |

## Premi
I lottatori premiati ricevettero un bonus di 50.000 dollari.
Legenda:
- FOTN: Fight of the Night (vengono premiati entrambi gli atleti per il miglior incontro dell'evento)
- POTN: Performance of the Night (viene premiato il vincitore per la migliore performance dell'evento)